# Apple Vision Pro

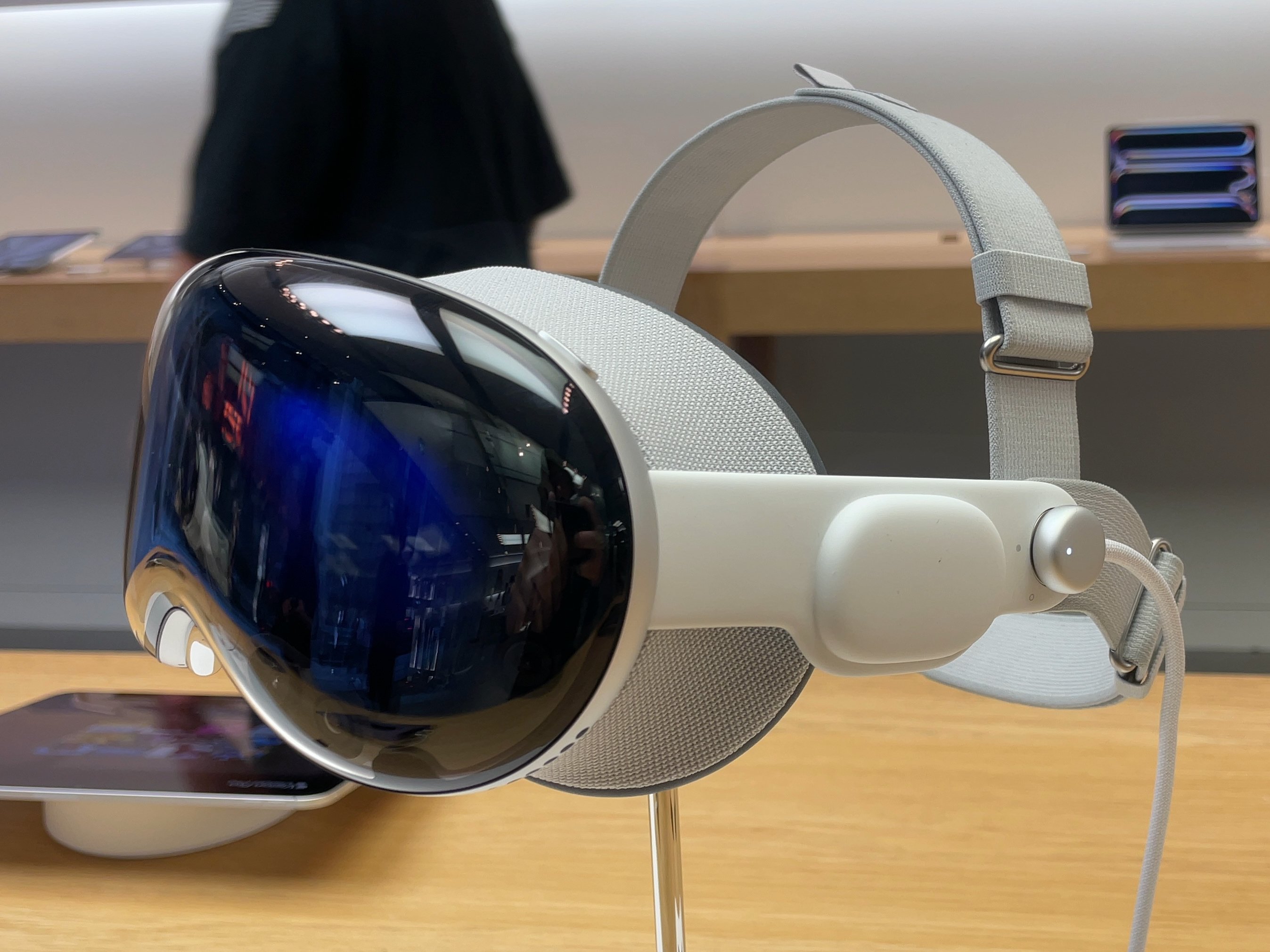
Apple Vision Pro

Die Apple Vision Pro ist ein Mixed-Reality-Headset von Apple, welches sowohl als Virtual-Reality-Headset als auch Augmented-Reality-Headset (via eingebauter Kameras) genutzt werden kann. Es wurde am 5. Juni 2023 im Rahmen der WWDC 2023 angekündigt und war ab dem 2. Februar 2024 zum Preis von 3.499 US-Dollar in den Vereinigten Staaten erhältlich.
Bereits zum Ende des Jahres 2024 stellte Apple die Produktion des Headsets ein.

## Geschichte
Bereits 2021 wurde berichtet, dass Apple angeblich an VR/AR-Headsets arbeiten würde. Während der Entwicklung soll Apple nach eigenen Angaben über 5000 Patente im Zusammenhang mit dem Gerät angemeldet haben. Die Brille soll ab Anfang 2024 zum Preis von 3.499 US-Dollar zunächst nur in den Vereinigten Staaten verfügbar sein.
Hersteller ist der chinesische Auftragsfertiger Luxshare. Anfang Juli 2023 wird laut einem Bericht der Financial Times das angepeilte Produktionsziel von 1 Mio. auf weniger als 400.000 binnen 12 Monaten ab Markteinführung zurückgenommen. Grund ist die hohe Komplexität des Produkts. Probleme bereitet die hohe Fehlerquote der Micro-OLEDs des Bildschirmpaars.
Auf der WWDC 2024 wurde der Verkaufsstart für weitere Länder angekündigt, darunter Deutschland ab dem 12. Juli 2024.
Die Produktion von Apple Vision Pro wurde zum Jahreswechsel 2024/25 eingestellt. Als Gründe wurden die geringe Nachfrage sowie die – aufgrund des hohen Anschaffungspreises – kleine Zielgruppe genannt. Bisher ist nicht klar, ob und wann das Unternehmen die Produktion eines Folgeproduktes in Betracht zieht.

## Hardware

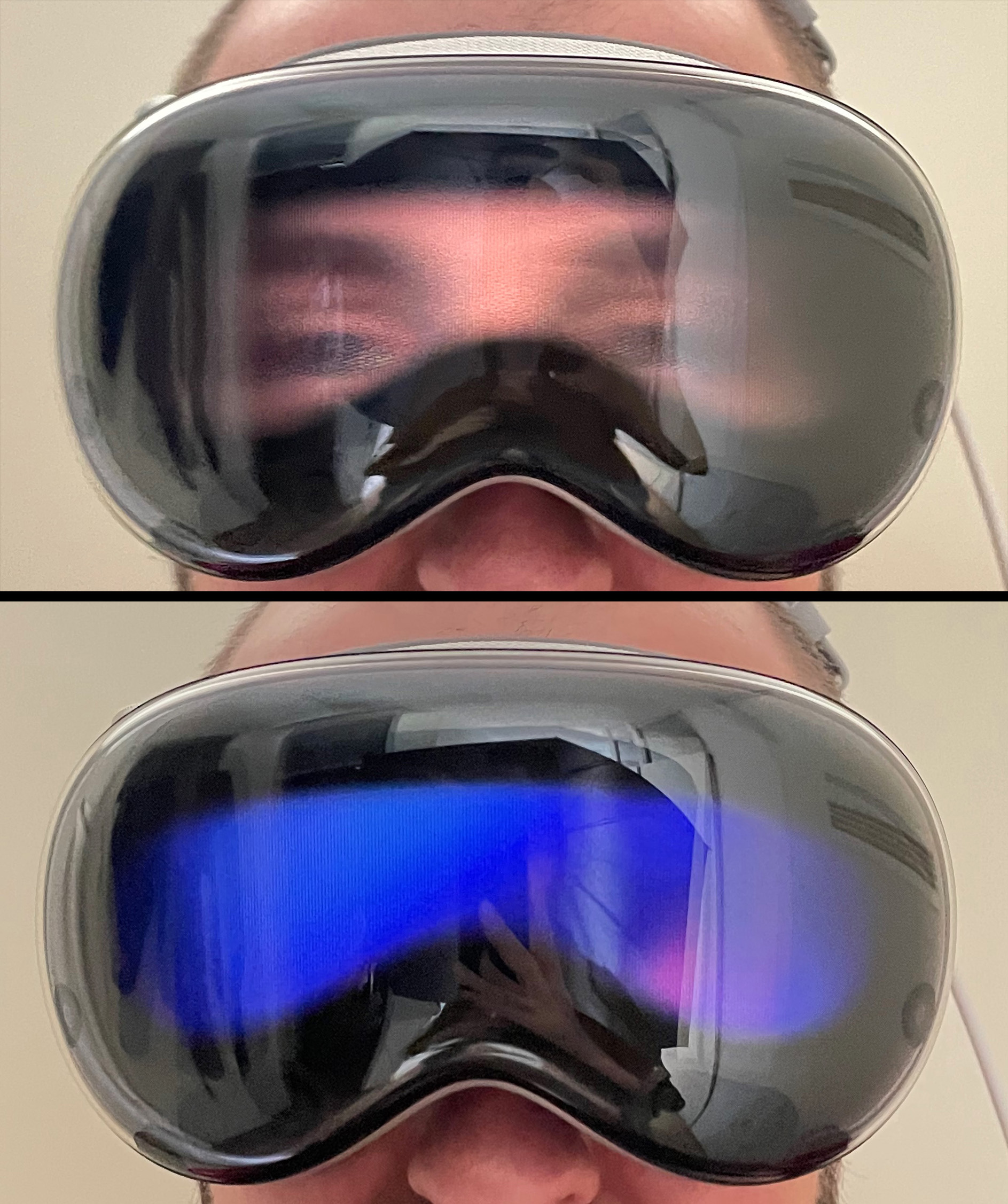
EyeSight auf der Apple Vision Pro

Die Brille besteht aus einer Glasfront mit Aluminiumrahmen. Im Inneren befinden sich fünf Sensoren, zwölf Kameras und für jedes Auge ein Display, die mit zusammen 23 Millionen Pixel eine höhere Auflösung als der 4K-Standard (der mit 8,3 Millionen Pixel definiert ist) bieten sollen. Die Technik im Inneren wird durch Lüfter an den Außenseiten gekühlt. Ein modularer Aufbau sorgt dafür, dass sie an viele Gesichtsformen und Kopfgrößen angepasst werden kann. Für Brillenträger müssen spezielle Einsätze angebracht werden, die von Zeiss entwickelt wurden. Die Stromversorgung erfolgt über einen externen Akku, der über ein Kabel mit der Brille verbunden ist. Er soll eine Betriebsdauer von bis zu zwei Stunden ermöglichen. Mit einer externen Stromversorgung kann die Brille auch längere Zeit genutzt werden. Die EyeSight-Funktion projiziert in bestimmten Situationen die Augenpartie des Nutzers auf ein von außen sichtbares Display der Brille, so dass der Nutzer nicht von anderen Personen isoliert scheint. Mit den Kameras können auch 3D-Videos aufgenommen werden. Das Gerät verwendet den Apple-M2-Chip sowie einen speziell entwickelten Apple-R1-Chip.

## Software

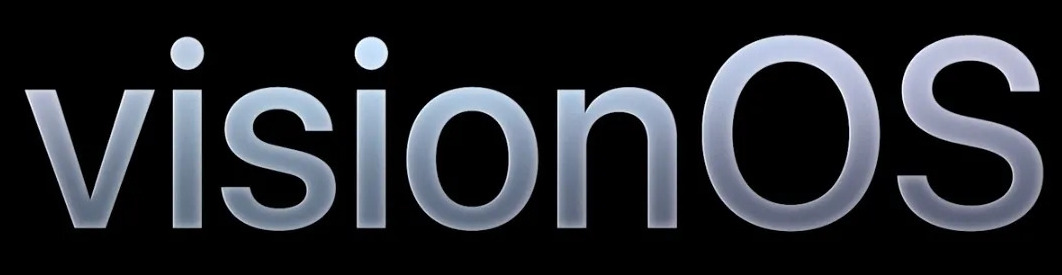
visionOS Logo

visionOS 2 Logo

Das Gerät nutzt ein neues Betriebssystem namens visionOS, das bekannte Bestandteile anderer Apple-Betriebssysteme wie iOS nutzt. Standardmäßig wird die Brille im Augmented-Reality-Modus verwendet. Das bedeutet, dass der Benutzer durch die Brille auch seine reale Umgebung sieht und Elemente der Software in die reale Umgebung projiziert werden. So können beispielsweise Anwendungen ausgewählt werden, indem der Nutzer sie ansieht und durch eine Fingergeste aktiviert. Auch Sprachbefehle sind möglich. Laut Apple sollen von Anfang an hunderttausende iPhone- und iPad-Apps mit dem Gerät kompatibel sein.
Neben vielen Apple-Apps wie Safari, Fotos, Notizen, Mail und Keynote wird Apple Arcade zum Start über 100 kompatible Spiele anbieten, die auch mit externen Bluetooth-Controllern gespielt werden können. Disney+ soll zum Start verfügbar sein. Außerdem sollen Microsoft Office (u. a. Word, Excel, PowerPoint und Teams), Zoom, Cisco Webex und Adobe Lightroom verfügbar sein.
Bei der WWDC 2024 erfolgte die Ankündigung für visionOS 2 als Nachfolger der bisherigen Betriebssystemversion mit einigen zusätzlichen Funktionen.
Auf der WWDC 2025 wurde visionOS 26 angekündigt, das sich an das neue Versionierungsschema von Apple anpasst.

## Rezeption
Die meisten Bewertungen von Käufern des Headsets im Internet fielen durchwachsen bis positiv aus. Während viele Benutzer auf Reddit mit dem Gerät sehr zufrieden schienen und vom Konzept eines räumlichen Computers fasziniert waren, kritisierten andere das kleine Sichtfeld oder das Fehlen üblicher VR-Qualitäten.